# Atenco, México
Atenco là một đô thị thuộc bang México, México. Năm 2005, dân số của đô thị này là 42739 người.